# Папська інтронізація

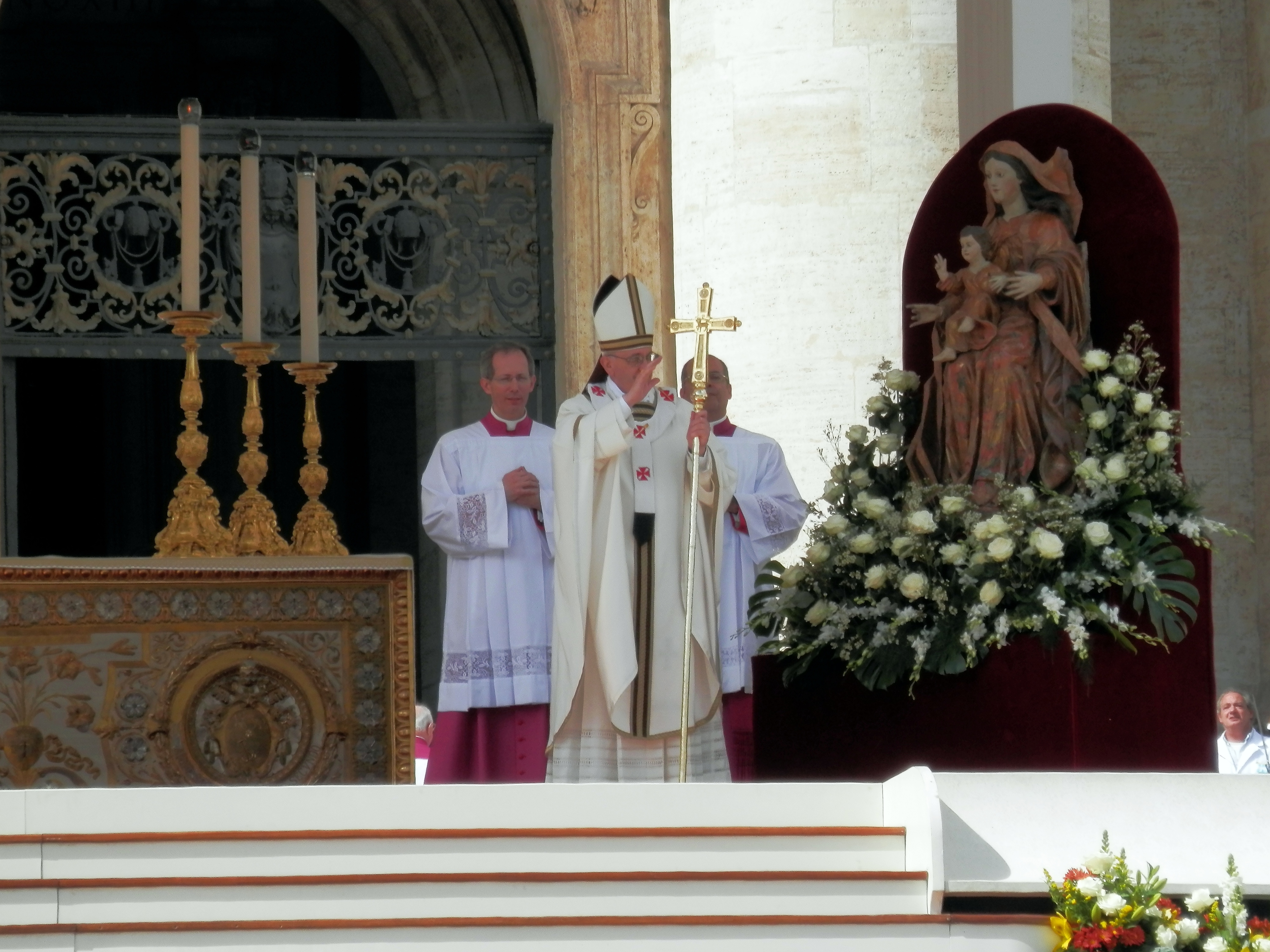

Папська інтронізація або Папська інтронізаційна меса — літургійна служба Римсько-католицької церкви (служба за римським обрядом, але з елементами візантійського) для церковної інвеститури (введення) на посаду папи римського. Вона більше не включає стару тисячолітню церемонію Папської коронації. Папа римський Павло VI, останній папа римський, який був коронований або використовував Папську тіару, відмовився від її використання на церемонії в кінці Другого Ватиканського Собору, і віддав свою особисту тіару базиліці Національної Святині Непорочного Зачаття у місті Вашингтоні як подарунок католикам Сполучених Штатів Америки. Однак, понад 20 інших тіар залишаються у Ватикані. Одна з них все ще використовується символічно як корона статуї Святого Петра в день його щорічного свята. Перший папа римський протягом століть, який відкривав свій понтифікат без коронації був папа Іван Павло І.

## Заміна коронації
Хоча Павло VI вирішив не носити тіару, його апостольська конституція Romano Pontifici Eligendo 1975 року, передбачала церемонію коронації для його наступників. Однак, Папа Римський Іван Павло I, обраний на серпневому конклаві 1978, захотів простішу церемонію і уповноважив Вірджіліо Ної, Папського Обер-церемоніймайстра, спланувати нову церемонію інтронізації, яка і була використана. В контексті «Інтронізаційної меси», найвищою точкою у церемонії було покладання Паллію на плечі нового Папи Римського та отримання покори кардиналів. Його наступник, папа римський Іван-Павло II, продовжив наслідувати приклад, підтримуючи зміни, зроблені своїм попередником, хоча і з доповненнями, деякі з яких повторювали колишні коронації. Він провів Інтронізаційну месу, відслужену вранці, а не ввечері, як при Івані Павлові I. Звертаючись у своїй інтронізаційній проповіді до коронації папською тіарою, він сказав: «Ще не час, щоб повернутися до церемонії і розглядати мету неправильно, яка була символом тимчасової влади римських пап». У своїй апостольської конституції Universi Dominici Gregis 1996 року, Іван Павло II встановив, що «урочиста церемонія інтронізації понтифікату» повинна мати місце, але не визначив те, яка форма повинна бути залишаючи це відкритим для кожного папи римського.

## Інтронізація Бенедикта XVI
Наступного дня після свого обрання Папа Римський Бенедикт XVI схвалив нові процедури для інтронізації. Він був формально інтронізований як верховний понтифік 24 квітня 2005. Церемонія почалася з того як папа римський і кардинали, стали на коліна над могилою Святого Петра нижче вищого вівтаря собору Святого Петра — Святий Петро розглядається Римсько-католицькою церквою як перший Папа Римський — щоб віддати йому шану і випросити його молитви. Папа Бенедикт XVI сказав: «Я йду з місця прибуття апостола». Потім папа римський і кардинали провели процесію на площі Святого Петра для інтронізаційної меси, при співі літанії всім Святим, просячи у них допомоги для нового папи римського.

## Майбутнє церемонії
У той час як ритуали, які використовуються для інтронізації римських пап Іоанна Павла I і Іоанна Павла II були тимчасовими ad hoc обрядами, та що використовувалася для Папи Римського Бенедикта XVI такою вже не вважалися. При папі римському Івані Павлі II Служба літургійних церемоній Верховного Понтифіка підготувала проєкт версії постійного обряду, який був представлений для перегляду та можливого схвалення як категоричного ordo (порядку) наступником Івана Павла II. Бенедикт XVI схвалив цей новий обряд 20 квітня 2005. Після цього він був виданий, як офіційна літургійна книга Церкви під назвою Ordo Rituum pro Ministerii Petrini Initio Romae Episcopi (Порядок обрядів в період початку Петрового служіння єпископа Риму). Цей документ описує постійну версію обряду інтронізації, на пресконференції, проведеної перед інтронізацією Папи Римського Бенедикта XVI, архієпископ П'єро Маріні, Папський Обер-церемонімайстр описав його як частину літургійних реформ, які слідували за Другим Ватиканським Собором. Звичайно, новий папа римський мав би повну владу, щоб або змінити цей обряд інтронізації, якщо, наприклад, він вирішив включити церемонію коронації. Ordo Rituum pro Ministerii Petrini Initio Romae Episcopi, таким чином схвалений у 2005, містить не тільки обряд інтронізаційної меси, але також і обряд меси інтронізації нового Папи Римського на трон єпископа Риму, в Соборі Святого Івана в Латерано, кафедральному соборі Рима, і першою серед базилік Римсько-католицької церкви, яка вище рангом навіть Ватиканської базиліки. Римські папи зазвичай здійснюють месу інтронізації на римську кафедру в межах декількох днів після папської інтронізації.

## Папські інтронізації між1978та2025роками
Список всіх папських інтронізацій між 1978 та 2025 роками:
- 3 вересня 1978 (Рим) — папа римський Іван Павло І, отримав Паллій від кардинала Периклі Фелічі, кардинала-протодиякона Святого Аполлінарія.
- 22 жовтня 1978 (Рим) — Папа римський Іван-Павло II, отримав Паллій від кардинала Периклі Фелічі, кардинала-протодиякона Святого Аполлінарія.
- 24 квітня 2005 (Рим) — Папа римський Бенедикт XVI, отримав Паллій від кардинала Хорхе Артуро Медіни Естевеса, кардинала-протодиякона Святого Саба.
- 19 березня 2013 (Рим) — Папа римський Франциск, отримав Паллій від кардинала Жана-Луї Торана, кардинала-протодиякона Сант-Аполлінаре-алле-Терме-Нероніане-Алессандріне.
- 18 травня 2025 (Рим) — Папа римський Лев XIV, отримав Паллій від кардинала Маріо Дзенарі, кардинала-диякона титулярної дияконії Санта-Марія-делле-Граціє-Але-Форначі-Фуорі-Порта-Кавалледжері.